# Annunciazione (Cima da Conegliano Detroit)
L'Annunciazione alla Vergine è un dipinto ad olio su tavola di Cima da Conegliano, conservato nel Detroit Institute of Arts.